# Daniel Córdova Toral
Daniel Córdova Toral ist eine Ortschaft und eine Parroquia rural („ländliches Kirchspiel“) im Kanton Gualaceo der ecuadorianischen Provinz Azuay. Die Parroquia besitzt eine Fläche von 21,23 km². Die Einwohnerzahl lag im Jahr 2010 bei 1702.

## Lage
Die Parroquia Daniel Córdova Toral liegt am Westrand der Cordillera Real. Der Río San José, ein kleiner rechter Nebenfluss des Río Santa Bárbara, verläuft entlang der nordwestlichen Verwaltungsgrenze. Der Hauptort Daniel Córdova Toral, auch als "Zharbán" bekannt, liegt auf einer Höhe von etwa 2600 m, 4 km ostnordöstlich vom Kantonshauptort Gualaceo. Die östliche Verwaltungsgrenze bildet ein 3400 m hoher Bergkamm.
Die Parroquia Daniel Córdova Toral grenzt im Norden an Parroquia Mariano Moreno, im Osten an die Parroquia San Vicente (Kanton El Pan) sowie im Süden und im Westen an die Parroquia Luis Cordero Vega. 

## Geschichte
Die Parroquia Daniel Córdova Toral hieß ursprünglich "El Oriente". Am 5. Februar 1937 erhielt das Verwaltungsgebiet seinen heutigen Namen. Namensgeber war Daniel Córdova Toral, Gouverneur der Provinz Azuay. In den Jahren 1940 und 1993 wurden Gebietsteile abgetrennt und bilden seither die benachbarten Parroquias Mariano Moreno und Luis Cordero Vega.